# Minh Nghĩa
Minh Nghĩa là một xã thuộc huyện Nông Cống, tỉnh Thanh Hóa, Việt Nam.
Xã có diện tích 7,12 km², dân số năm 1999 là 6198 người, mật độ dân số đạt 871 người/km².